# Brasserie des Brotteaux
 (avril 2021).
Si vous disposez d'ouvrages ou d'articles de référence ou si vous connaissez des sites web de qualité traitant du thème abordé ici, merci de compléter l'article en donnant les références utiles à sa vérifiabilité et en les liant à la section « Notes et références ».
La Brasserie des Brotteaux est un établissement situé dans le quartier du même nom, dans le 6e arrondissement de Lyon, place Jules Ferry, en face de l'ancienne gare des Brotteaux. Elle est patrimoine du XXe siècle depuis 2003.

## Histoire
C’est l’une des rares brasseries lyonnaises à avoir conservé son décor du début du XXe siècle (1913). Date à laquelle le quartier des Brotteaux est en plein essor. De majestueux immeubles sont alors construits face aux deux gares (Genève en 1859 et Brotteaux en 1908) dont les hôtels Lugdunum (récemment rénové par Sogelym Steiner) et Piolat-Lutetia (à l’angle de la rue Juliette Récamier) accueillent les voyageurs.
En face, à l’angle de la place Jules Ferry, les architectes renommés Maurice Vilboeuf et Louis Auguste Bobenrieth s’affairent pour terminer un bel immeuble de 5 étages dont le rez-de-chaussée va accueillir un débit de boissons baptisé « L’Eden Bar ». Vilboeuf a réservé cet emplacement premium à son ami et associé Joseph Beras (1860-1938), gérant de la Société Anonyme des Eden-Bars (cotée à la Bourse de Lyon) qui va compter jusqu’à 25 établissements sur Lyon et sa périphérie. On trouve alors des Comptoirs de l‘Eden à l’angle de l’avenue Thiers et du cours Vitton, cours Morand, à l’angle du quai Saint Vincent et de la rue d’Algérie, avenue Jean Jaurès (angle de la rue de la Guillotière) ou encore place de la Comédie et rue Victor Hugo. Les Eden bars vendent des consommations (cafés, bière Rinck et beaujolais de chez Lambert) au prix unique de 10 centimes mais ne proposent pas de restauration. 
C’est Henri (1900 - 1978) qui prend la succession de son père en 1938, mais le jeune homme « n’a pas la fibre commerciale de son père et il est contraint de revendre petit à petit tous les bars de la société »
Après la seconde guerre mondiale, la Brasserie des Brotteaux est cédée à son tour. Passant entre les mains des familles Blanc- Brude, Simon, Daumas puis aux associés Passerat - Testard. 
Depuis 1991, elle est la propriété de la famille Faucon (Lise puis son fils Emmanuel en 2003). En 2000, la brasserie devient membre des Cafés historiques et patrimoniaux d’Europe au même titre que la Brasserie Georges.

## Décoration Art nouveau
Les céramiques qui ornent la brasserie ont été dessinées par Louis Muller et conçues par la société Gilardoni et fils de Choisy-le-Roi.

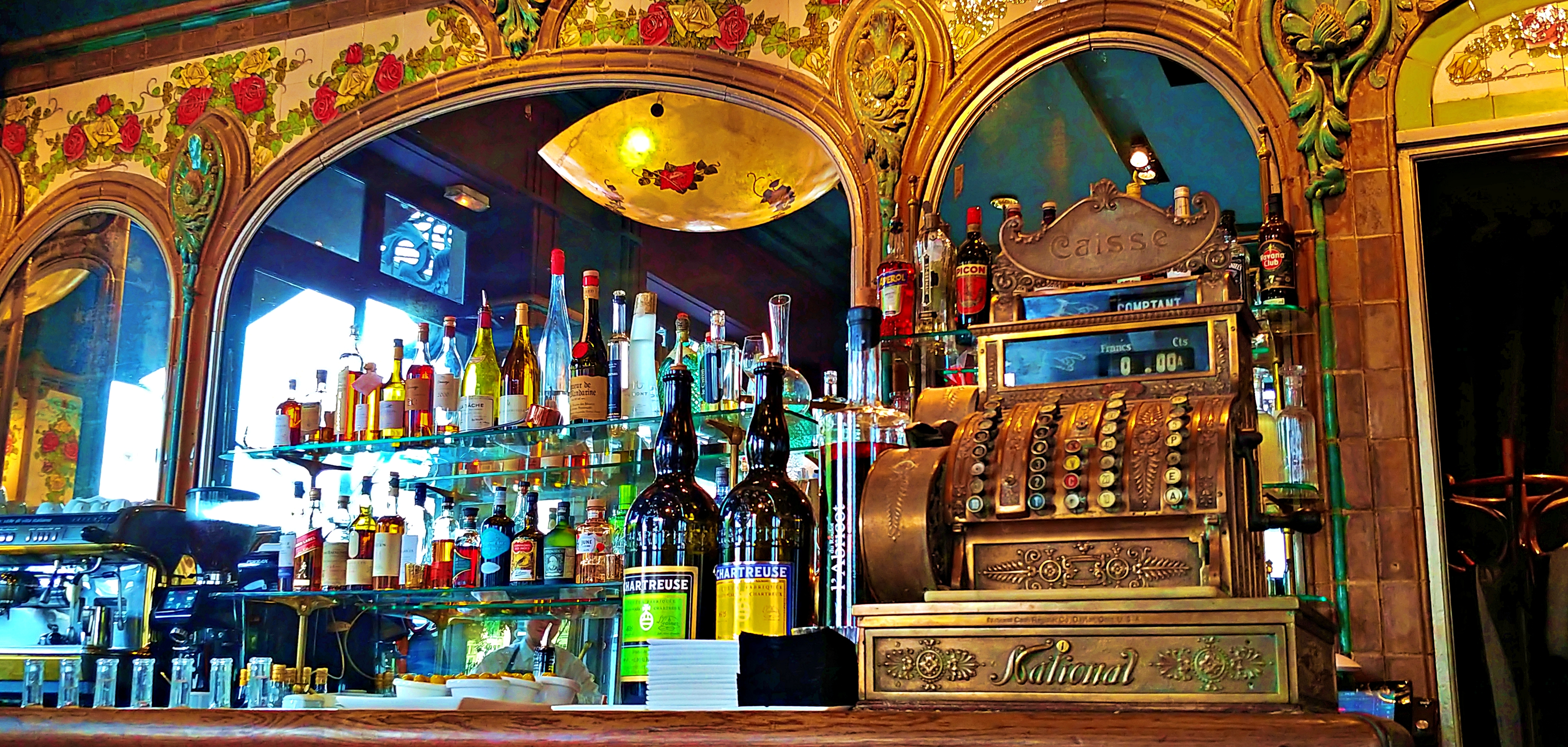
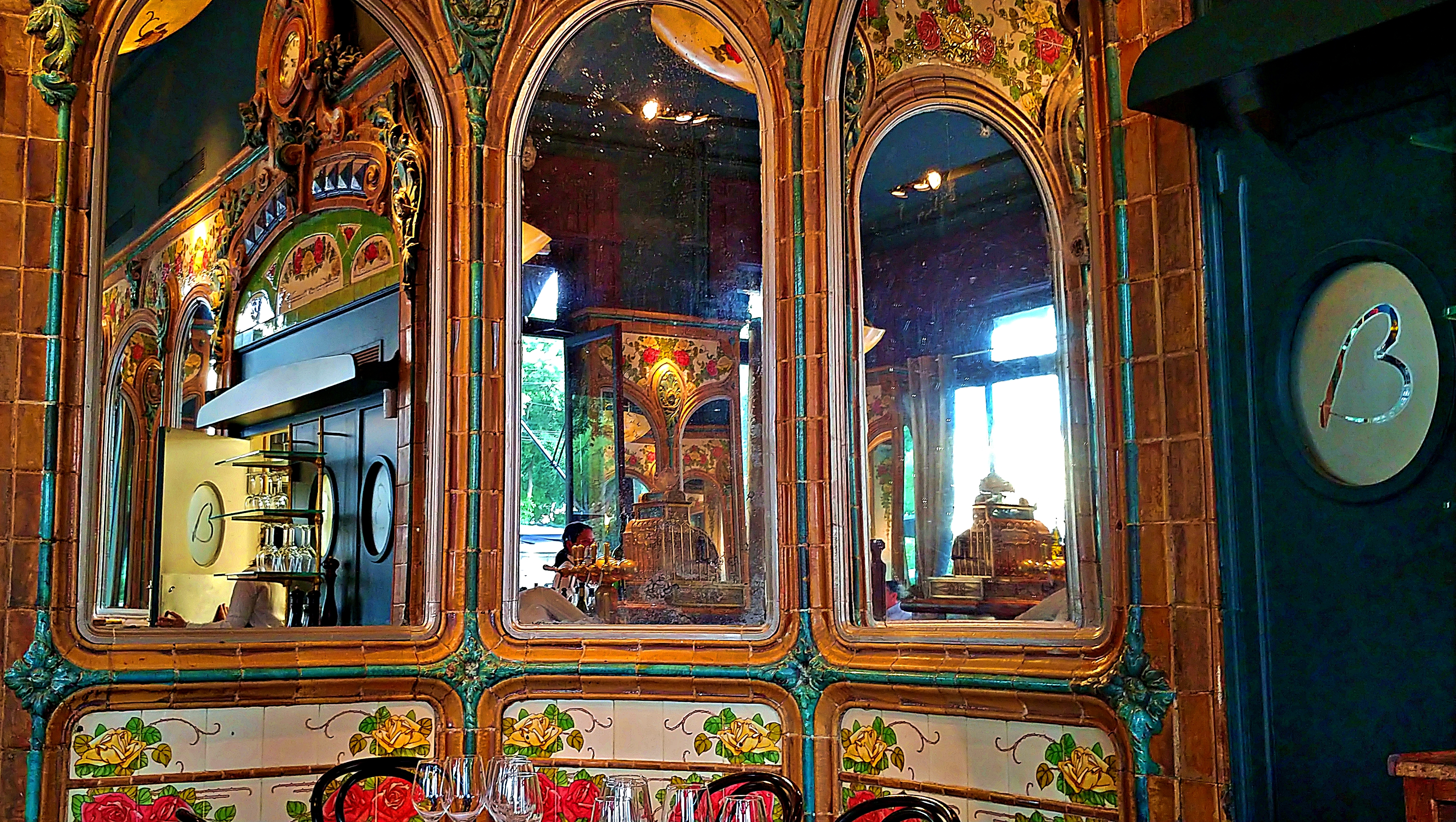
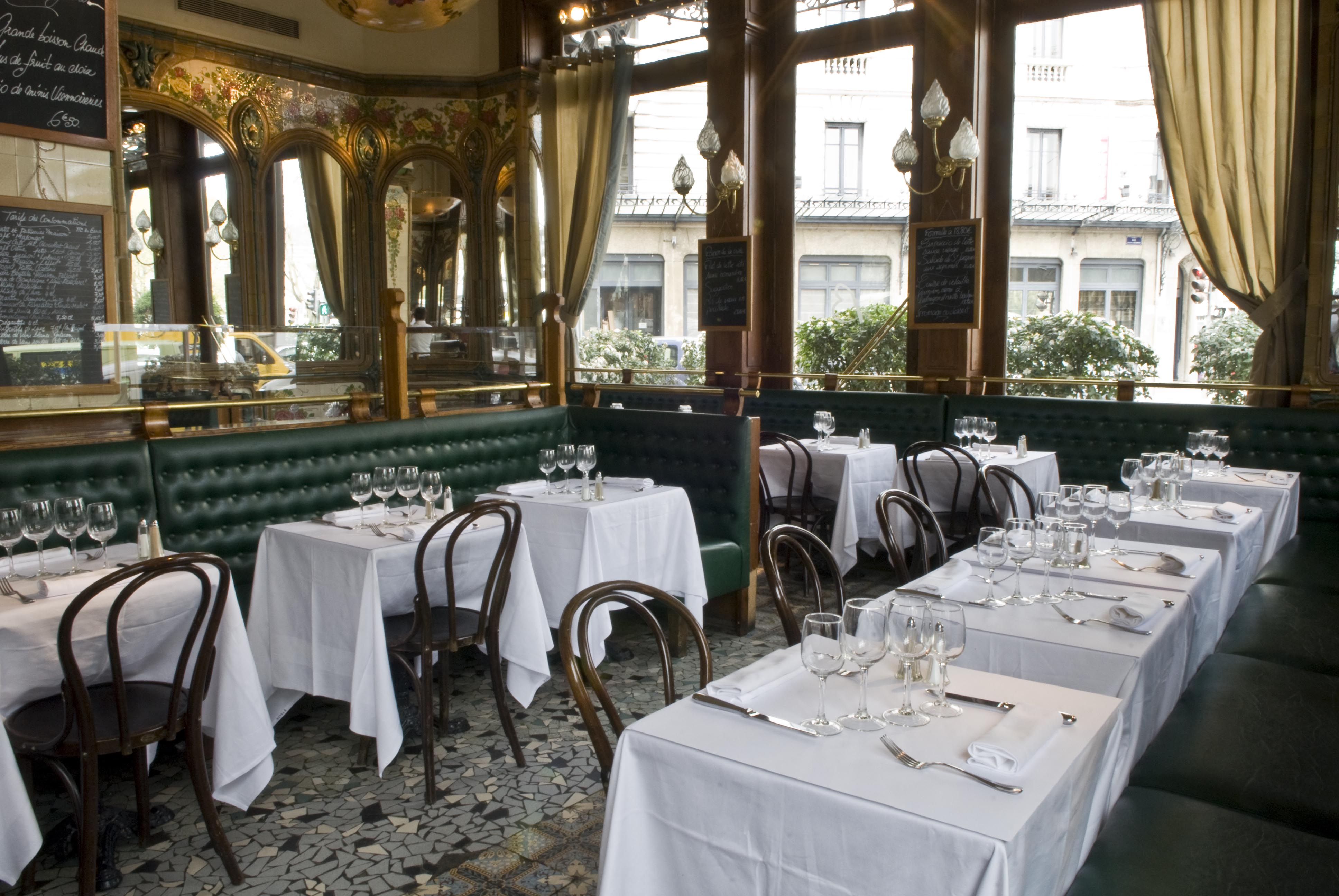
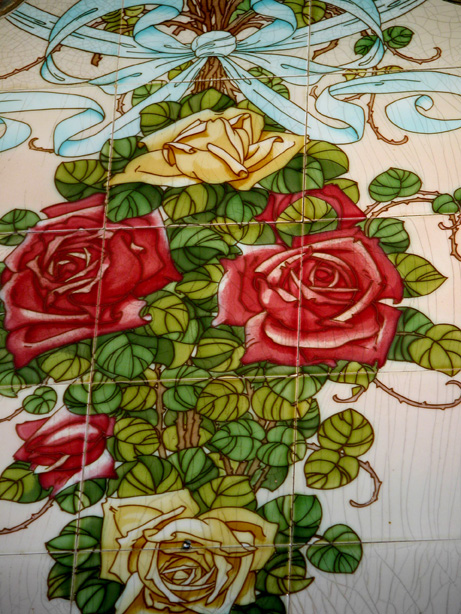
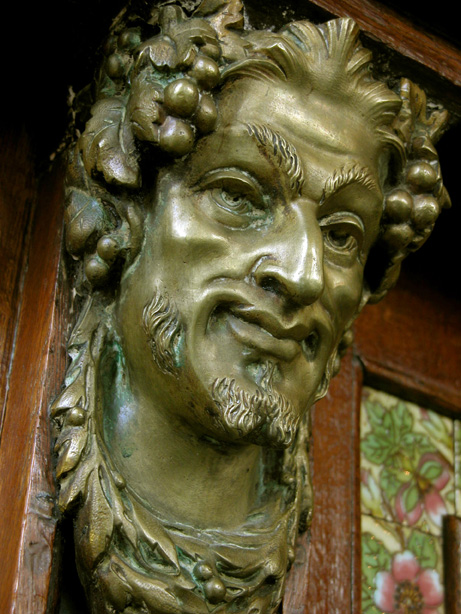